# Arthur A. Hartman
Arthur Adair Hartman, 12 mars 1926 – 16 mars 2015, est un diplomate américain, ambassadeur des États-Unis en France durant la présidence de Jimmy Carter et ambassadeur des États-Unis en Russie durant celle de Ronald Reagan.

## Carrière
Hartman sert dans l'United States Army Air Corps de 1944 à 1946. Il est diplômé de l'université Harvard en 1947 et suit les cours de la faculté de droit de Harvard de 1947 à 1948. Plutôt que de s'attacher à l'obtention d'un diplôme, il prend un emploi dans l'administration du plan Marshall en Europe, suivi par en emploi dans les services étrangers. Parmi ses nombreuses affectations au département d'État au fil des ans figurent des postes à Paris, Saïgon, Londres et Bruxelles comme chef adjoint de la mission des États-Unis auprès de l'Union européenne. En 1974, Hartman est nommé secrétaire d'État assistant pour l'Europe et l'Eurasie. De 1977 jusqu'en 1981, il est ambassadeur en France et de 1981 jusqu'en 1987 ambassadeur en Union soviétique.
Hartman est membre du Council on Foreign Relations, de l'American Academy of Diplomacy (en), de la French-American Foundation et fait partie du Conseil consultatif de la Brookings Institution. Il est décoré de la Légion d'honneur. En 2004, il est l'un des 26 fondateurs de la Diplomats and Military Commanders for Change (en). Hartman meurt le 16 mars 2015 à Washington à l'âge de 89 ans.

## Source de la traduction
- (en) Cet article est partiellement ou en totalité issu de l’article de Wikipédia en anglais intitulé « Arthur A. Hartman » (voir la liste des auteurs).